# Songbook for Christmas
Songbook for Christmas – ósmy minialbum (EP) brytyjskiej piosenkarki oraz tekściarki Ellie Goulding wydany 20 listopada 2020 roku przez Universal Music Group. Jest to pierwsze świąteczne wydawnictwo wokalistki. EP'ka zawiera dwie kolędy oraz utwory, które zostały opublikowane na przestrzeni całej kariery Goulding, zaczynając od reedycji jej pierwszego albumu Lights, Bright Lights kończąc na singlu River z 2019 roku.
Dostępne są 2 wersje minialbumu: wersja standardowa oraz wersja Amazon Music (z dodatkiem utworu River).
Ellie za pośrednictwem serwisu społecznościowego Twitter wypowiedziała się na temat EP:

Przez lata miałam szczęście nagrywać covery niektórych z moich ulubionych piosenek z okresu świątecznego. W tym roku postanowiłam zebrać je wszystkie w jedną składankę, abyście mogli się nimi cieszyć wraz z kilkoma zimowymi ulubieńcami.

## Lista utworów
| Songbook for Christmas (wersja standardowa) | Songbook for Christmas (wersja standardowa) | Songbook for Christmas (wersja standardowa) | Songbook for Christmas (wersja standardowa) | Songbook for Christmas (wersja standardowa) |
| Nr                                          | Tytuł utworu                                | Autorzy                                     | Produkcja                                   | Długość                                     |
| ------------------------------------------- | ------------------------------------------- | ------------------------------------------- | ------------------------------------------- | ------------------------------------------- |
| 1.                                          | „O Holy Night”                              | Adolphe Adam                                | Joe Kearns, Chris Ketley                    | 3:14                                        |
| 2.                                          | „Your Song”                                 | Elton John, Bernie Taupin                   | Ben Lovett                                  | 3:11                                        |
| 3.                                          | „Vincent”                                   | Don McLean                                  |                                             | 3:43                                        |
| 4.                                          | „How Long Will I Love You”                  | Mike Scott                                  | John Fortis                                 | 2:34                                        |
| 5.                                          | „Explosions”                                | Ellie Goulding, John Fortis                 | John Fortis                                 | 4:03                                        |
| 6.                                          | „The Writer”                                | Ellie Goulding, Jonny Lattimer              | Starsmith                                   | 4:11                                        |
|                                             |                                             |                                             |                                             | 20:56                                       |

| Songbook for Christmas (wersja Amazon Music) | Songbook for Christmas (wersja Amazon Music) | Songbook for Christmas (wersja Amazon Music) | Songbook for Christmas (wersja Amazon Music) | Songbook for Christmas (wersja Amazon Music) |
| Nr                                           | Tytuł utworu                                 | Autorzy                                      | Produkcja                                    | Długość                                      |
| -------------------------------------------- | -------------------------------------------- | -------------------------------------------- | -------------------------------------------- | -------------------------------------------- |
| 1.                                           | „River”                                      | Joni Mitchell                                | Joni Mitchell                                | 4:11                                         |
| 2.                                           | „O Holy Night”                               | Adolphe Adam                                 | Joe Kearns, Chris Ketley                     | 3:14                                         |
| 3.                                           | „Your Song”                                  | Elton John, Bernie Taupin                    | Ben Lovett                                   | 3:11                                         |
| 4.                                           | „Vincent”                                    | Don McLean                                   |                                              | 3:43                                         |
| 5.                                           | „How Long Will I Love You”                   | Mike Scott                                   | John Fortis                                  | 2:34                                         |
| 6.                                           | „Explosions”                                 | Ellie Goulding, John Fortis                  | John Fortis                                  | 4:03                                         |
| 7.                                           | „The Writer”                                 | Ellie Goulding, Jonny Lattimer               | Starsmith                                    | 4:11                                         |
|                                              |                                              |                                              |                                              | 25:07                                        |

## Historia wydania
| Obszar     | Data              | Format                                | Wersja               | Wytwórnia             | Przypis           |
| ---------- | ----------------- | ------------------------------------- | -------------------- | --------------------- | ----------------- |
| Cały świat | 20 listopada 2020 | digital download · media strumieniowe | standardowa          | Universal Music Group | [ 6 ] [ 7 ] [ 8 ] |
| Cały świat | 20 listopada 2020 | digital download · media strumieniowe | wersja Amaznon Music | Universal Music Group | [ 9 ]             |
| Cały świat | 20 listopada 2020 | MP3                                   | wersja Amaznon Music | Universal Music Group | [ 10 ]            |